# Miroslav Antić
Œuvres principales
Plavi čuperak
Vojvodina
Mit o ptici
Miroslav Mika Antić (en serbe cyrillique : Мирослав Мика Антић ; né le 14 mars 1932 à Mokrin, près de Kikinda — mort le 24 juin 1986 à Novi Sad) était un poète serbe.

## Biographie
Miroslav Antić a étudié à l'école élémentaire de son village natal de Mokrin puis a effectué ses études secondaires à Kikinda et à Pančevo. Il a suivi des études supérieures à Belgrade et a vécu à Novi Sad.
Avant de devenir célèbre, il exerça de nombreux emplois, devenant marin ou travaillant dans un théâtre de marionnettes. En plus de l'écriture, il s'est adonné à la peinture et a travaillé dans les domaines du journalisme et du cinéma. Il a été rédacteur en chef des journaux Ritam et Nevena et a travaillé pour le journal Dnevnik

## Récompenses
Pour son œuvre, Miroslav Antić a reçu de nombreuses récompenses, dont, par deux fois, le prix Neven, le Prix de l'œuvre de toute une vie pour sa poésie pour les enfants, le prix Goran, le prix Sterinje, l'Arena d'or du scénario de film, le prix de la Libération de la Voïvodine etc. Il a également reçu l'ordre du Mérite pour le peuple, une haute récompense de la république fédérative socialiste de Yougoslavie.

## Œuvres
Poésies
- Vojvodina
- Ispričano za proleće, 1950
- Roždestvo tvoje
- Plavo nebo
- Nasmejani svet, 1955
- Psovke nežnosti
- Koncert za 1001 bubanj, 1962
- Mit o ptici
- Šašava knjiga, 1972
- Izdajstvo lirike

Œuvres pour les enfants
- Plavi čuperak, 1965
- Horoskop, poèmes en prose, 1983
- Prva ljubav, 1978
- Garavi sokak, 1973
- Živeli prekosutra, 1974

Cinéma
Miroslav Antić a réalisé les films Doručak sa đavolom (Petit déjeuner avec le diable), Sveti pesak (Saint Esprit), films dont il a par ailleurs rédigé le scénario ; il a également écrit le scénario de Široko je lišće de Petar Latinović, en collaboration avec le réalisateur, ou celui de Strašan lav, etc.
Autres
Il a également écrit plusieurs pièces de théâtre et un roman.